# Chassalia angustifolia
Chassalia angustifolia är en måreväxtart som först beskrevs av Henry Nicholas Ridley, och fick sitt nu gällande namn av Aaron Paul Davis. Chassalia angustifolia ingår i släktet Chassalia och familjen måreväxter. Inga underarter finns listade i Catalogue of Life.